# Maifeld

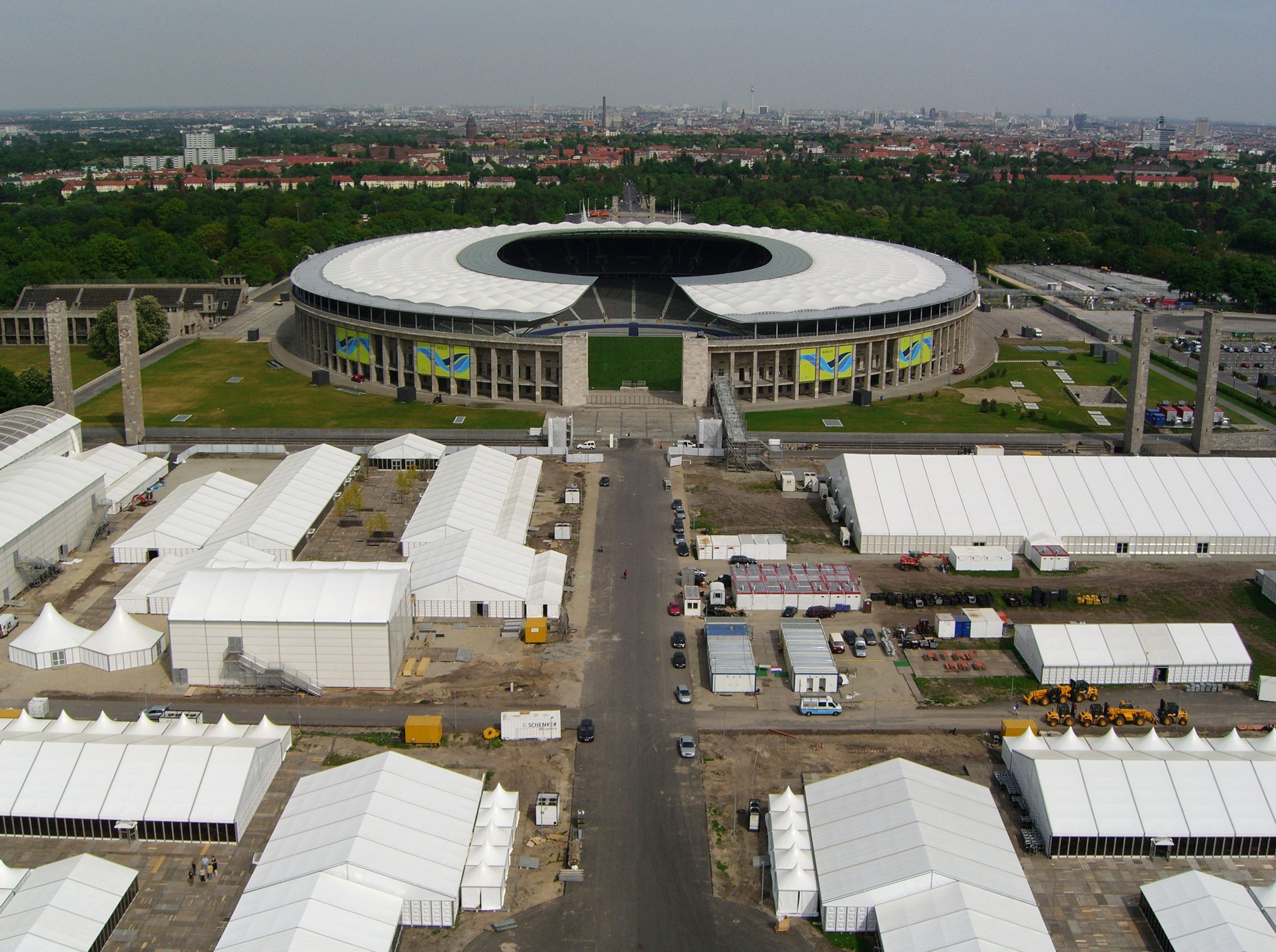
Berlins olympiaområde med Maifeld i förgrunden.

Maifeld, del av Berlins olympiaområde som skapades inför de olympiska sommarspelen 1936. Här arrangerades tävlingarna i hästpolo. Maifeld användes av nazisterna vid deras propagandaföreställningar.